# Голиця (Железнікі)
Голиця (словен. Golica) — поселення в общині Железнікі, Горенський регіон, Словенія. Висота над рівнем моря: 776,5 м.